# La Floresta (Urugwaj)
La Floresta – miasto w Urugwaju, w departamencie Canelones.